# 王耀瑩
王耀瑩（Y.Y），香港政治人物，早年就讀伊利沙伯中學，後來入讀香港大學經濟及金融系，當時曾經在2001年和2002年兩度參選香港大學學生會。為香港各區專上學生同盟創辦人及香港菁英會學生事務委員會主席，也是安徽省政協，曾經被指涉及多件學生會染紅事件。